# Traje imperial brasileiro
O traje imperial brasileiro consiste em uma série de peças vestimentais que foram adereços oficiais de uso do Imperador do Brasil durante o período imperial brasileiro, em que eram utilizadas nas cerimônias de Coroação e cerimônias solenes dos imperadores do Brasil, e também nas sessões solenes de abertura e fechamento da Assembleia Geral (atual Congresso Nacional). Hoje estão em exibição no Museu Imperial de Petrópolis, no Rio de Janeiro, juntamente com outros itens que compõem as Joias da Coroa Imperial brasileira.
O traje majestático de D. Pedro II não fugiu a nenhuma regra simbólica presente no século XIX. Segundo o Anuário do Museu Imperial, a inspiração para a confecção das vestes foram os trajes que um cavaleiro renascentista usaria em uma solenidade da corte. Para Freesz, o traje escolhido por D. Pedro II está mais inspirado nos trajes usados no século XVII, particularmente no estilo adotado por Carlos II da Inglaterra.

## Manto Imperial

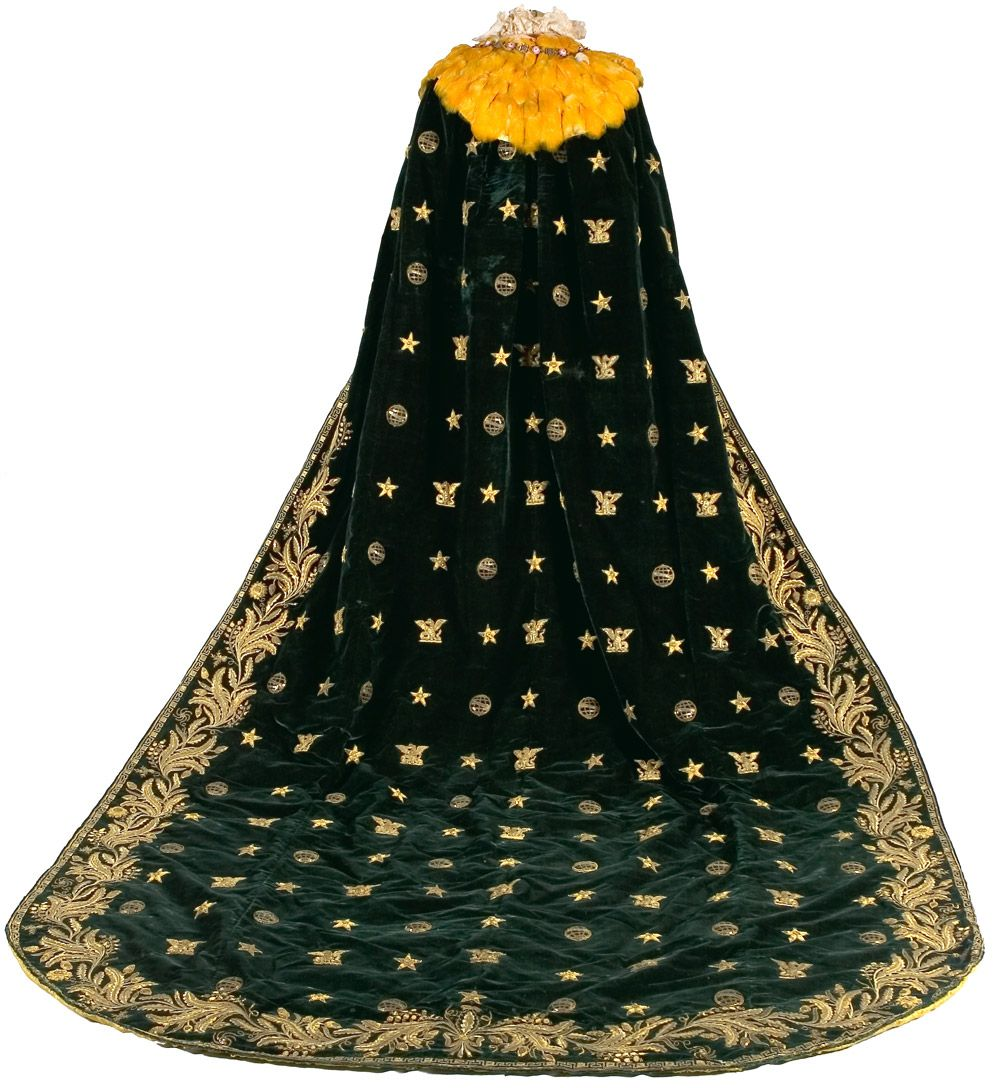
O Manto Imperial.

Utilizado juntamente com a Coroa Imperial e o Cetro Imperial durante cerimônias da Coroação e das aberturas e fechamentos solenes da Assembleia Geral, quando Imperador proferia a “Fala do Trono”, o Manto Imperial foi confeccionado para a Coroação de Dom Pedro I em 1822.
Atualmente o Manto Imperial com as vestes de D. Pedro II, que haviam pertencido ao seu avô, o Imperador Francisco I da Áustria, encontra-se no Museu Imperial em Petrópolis.
Composto de quatro larguras de veludo costuradas no sentido do comprimento, possui na parte superior, junto ao pescoço, 22 pregas dispostas simetricamente em relação à costura central. Esta parte é arrematada por debrum de veludo que esconde a costura de união com o forro, que é costurado ao veludo por meio de pontos invisíveis. Todo o contorno do manto é bordado com motivos de ramos e bolotas de carvalho e estrelas com a sigla PII (Pedro II). Na bainha, bordado a grega de três, na qual existem retângulos que se alternam um com uma estrela e outro com uma lua crescente, ambos em lantejoulas. O campo central do manto é semeado de elementos bordados formando os seguintes motivos: esfera armilar, dragão dos Braganças e estrela de cinco pontas; todos a ouro.

## Veste Imperial

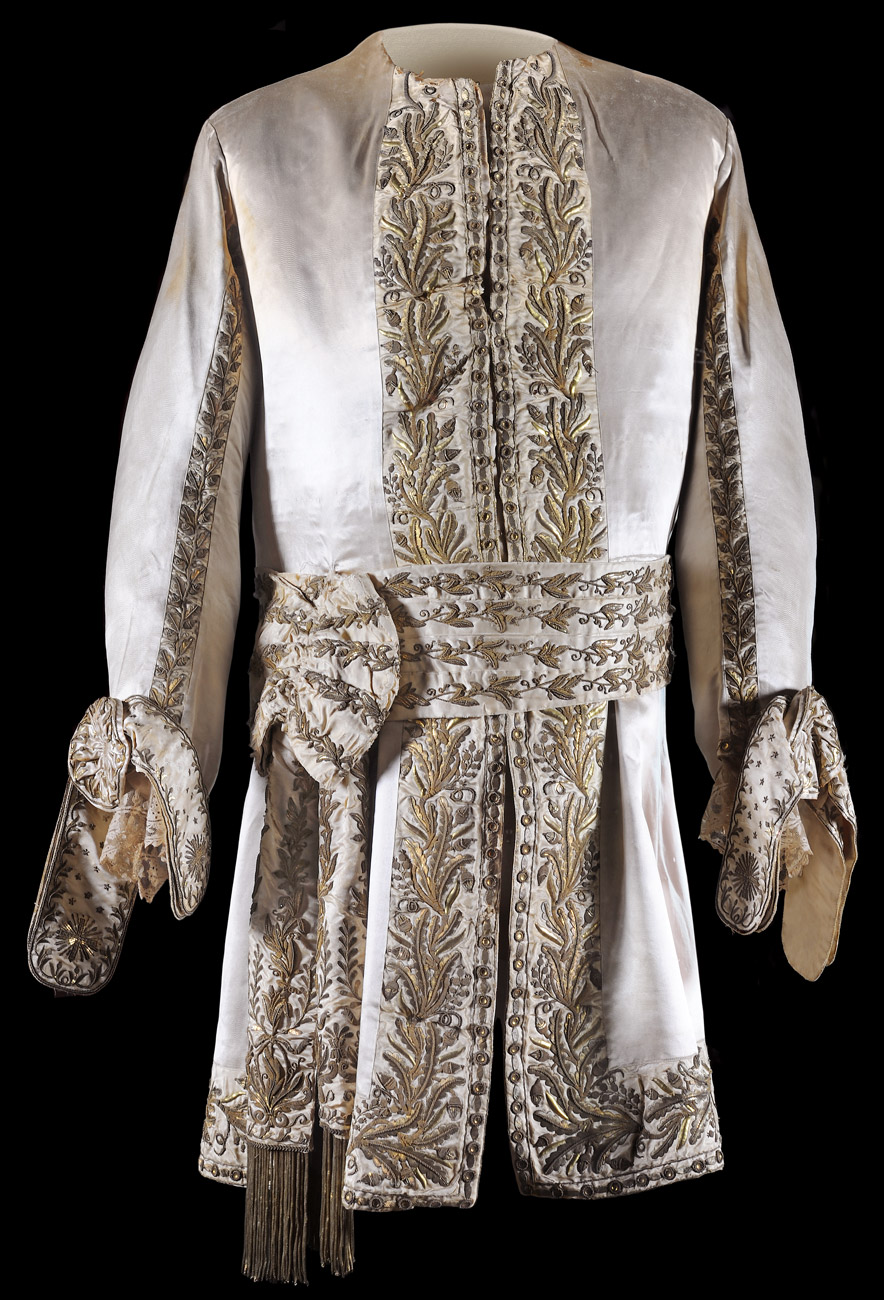
A Veste Imperial.

No que concerne ao material de fabrico das peças que compõem as vestes de Dom Pedro II, são feitos em: veludo, seda, fios de ouro no traje e ouro e pedras preciosas nas insígnias régias. A faixa que dá a volta à cintura da veste é arrematada, no lado direito, por laço do qual pendem duas pontas com franjas de canutilhos dourados.
O traje foi idealizado numa concepção romântica do que seria o traje de um cavaleiro do Renascimento quando participava de uma cerimônia solene. A meia-calça, por exemplo, é observada em trajes masculinos que datam do período medieval; já a véstia e o chapéu foram soluções convencionais para atender às tradições existentes nas cortes europeias.

## Murça de Penas

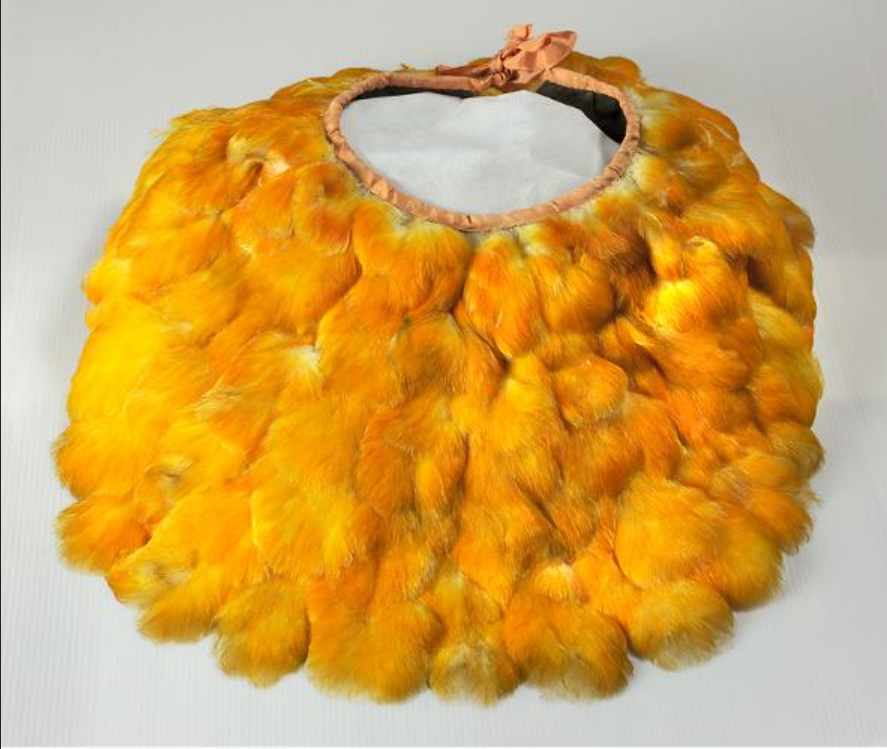
O murça do traje majestático.

A Murça era feita de penas, primeiramente de galo-da-serra, sendo refeita durante o Segundo Reinado por penas de papo de Tucano, ambas amarelas. A confecção da primeira murça é atribuída a um comerciante que a encomendou aos índios Tirió e com ela presenteou o Imperador.
A gola em forma de pelerine com abertura até o meio do peito para ser vestida pela cabeça. Foi confeccionada com o emprego da técnica de placas, onde cada papo é costurado um ao lado do outro, em carreiras horizontais sobrepostas sucessivamente até a margem inferior, formando gomos verticais, em suporte de tecido. Forro em seda na cor bege e reforço de seda verde-escura. Decote debruado de cadarço, cujas pontas servem para atar a peça ao pescoço.

## Chapéu Imperial

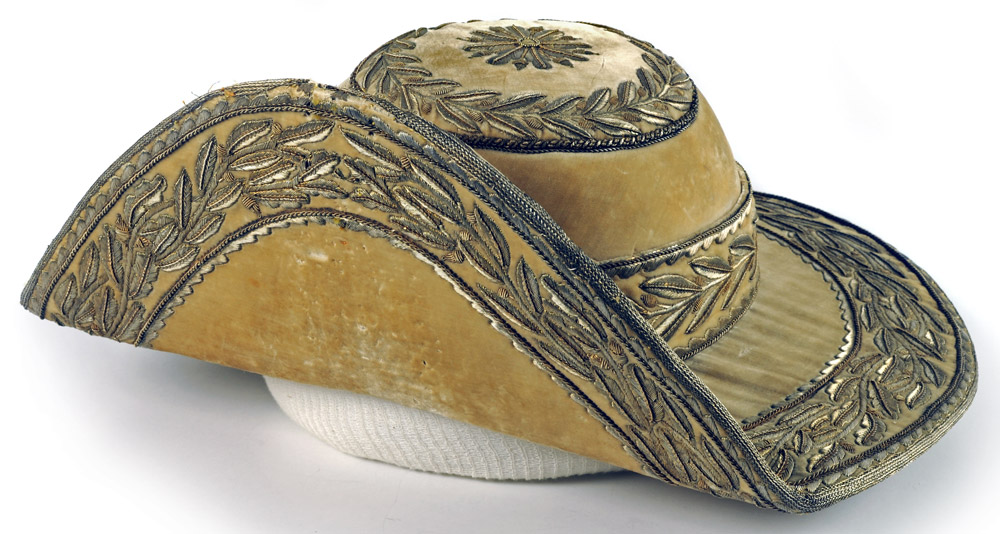
Chapéu do traje majestático.

Chapéu de veludo branco com bordados dourados. Aba frontal elevada, copa redonda com rosácea formada por bolotas e folhas de carvalho intercaladas num círculo formado por ramos e folhas de carvalho na parte central superior; faixa circundando a junção entre a copa e a aba com bordados a ouro formando ramos de carvalho.
|  |  |  |  |